# Pinotepa Nacional Airport
Pinotepa Nacional Airport är en flygplats i Mexiko.   Den ligger i kommunen Santiago Pinotepa Nacional och delstaten Oaxaca, i den sydöstra delen av landet, 400 km söder om huvudstaden Mexico City. Pinotepa Nacional Airport ligger 223 meter över havet.
Terrängen runt Pinotepa Nacional Airport är platt åt sydväst, men åt nordost är den kuperad. Runt Pinotepa Nacional Airport är det ganska tätbefolkat, med 60 invånare per kvadratkilometer. Närmaste större samhälle är Santiago Pinotepa Nacional, 1,5 km sydost om Pinotepa Nacional Airport. Omgivningarna runt Pinotepa Nacional Airport är en mosaik av jordbruksmark och naturlig växtlighet.